# فدریکو برگارا
فدریکو برگارا (انگلیسی: Federico Bergara؛ زادهٔ ۲۹ دسامبر ۱۹۷۱) بازیکن فوتبال سابق اهل اروگوئه است.
از باشگاه‌هایی که در آن بازی کرده‌است می‌توان به باشگاه فوتبال پنیارول، باشگاه فوتبال ناسیونال اروگوئه، استودیانتس و تیم ملی فوتبال اروگوئه اشاره کرد.
وی همچنین در تیم ملی فوتبال Uruguay بازی کرده‌است.